# Ferdinand von Stülpnagel (général, 1842)
Ne doit pas être confondu avec Ferdinand von Stülpnagel (général, 1781) ou Ferdinand von Stülpnagel (général, 1813).

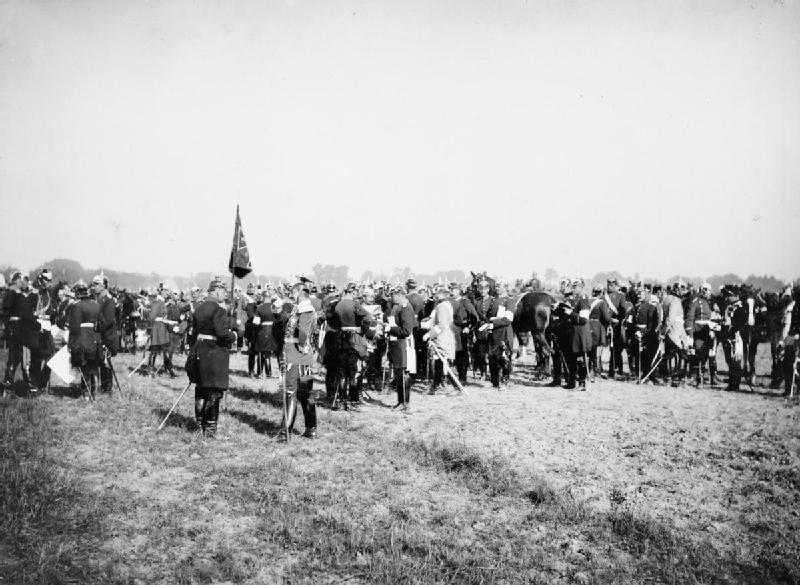
L'empereur Guillaume II parle au général commandant du 5e corps d'armée, le général Ferdinand von Stülpnagel (juste à côté du drapeau) lors d'une manœuvre (1902)

Ferdinand Wolf Konstantin Karl von Stülpnagel (né le 7 octobre 1842 à Berlin et mort le 24 décembre 1912 dans la même ville) est un général d'infanterie prussien.

## Biographie

### Origine
Ferdinand Wolf Konstantin est issu de la famille noble d'Uckermark von Stülpnagel. Il est le fils du général prussien d'infanterie Wolf Louis Anton Ferdinand von Stülpnagel (1813-1885) et de sa femme Cäcilie, née von Lossau (1809-1886).

### Carrière militaire
Après sa formation dans les écoles de cadets de Potsdam et de Berlin, Stülpnagel s'engage le 6 mars 1860 comme sous-lieutenant dans le 1er régiment à pied de la Garde. De là, il est muté le 23 février 1861 au 3e régiment à pied de la Garde. Du 2 octobre 1862 au 1er juillet 1863, il est affecté à l'école centrale de gymnastique, où il est professeur pendant deux mois.
Après avoir participé à la guerre contre le Danemark en 1864, il étudie à l'Académie de guerre à partir de 1865, interrompue par la guerre contre l'Autriche en 1866. Le 30 octobre 1866, Stülpnagel est promu premier lieutenant et commandé au Grand État-Major général du 16 avril 1868 au 1er mai 1869. Au début de la guerre contre la France en 1870, il est adjudant au Gouvernement général du Littoral, puis au 3e régiment à pied de la Garde au front. Le 6 décembre 1870, il devint capitaine et chef de la 11e compagnie.
Transféré à l'état-major général en octobre 1877, il rejoint l'état-major général de la 9e division d'infanterie en février 1878 à Glogau et est promu major le 6 juin 1878. Le 15 avril 1882, Stülpnagel devient chef de bataillon dans le 11e régiment de grenadiers. De cette position, il est mis à la suite du régiment en 1886 et nommé directeur de l'école de guerre de Potsdam. Le 12 janvier 1886, il devient lieutenant-colonel, reçoit la même année la croix d'honneur de l'ordre de la Couronne de Wurtemberg  et est promu chef d'état-major du 1er corps d'armée.  le 8 mars 1887. Le 19 septembre 1888, il devint colonel et commandant du 1er régiment de grenadiers à Königsberg. Promu major général le 16 mai 1891, il se voit attribuer le même jour le commandement de la 22e brigade d'infanterie à Breslau. Le 25 mars 1893, il change de commandement et prend en charge la 1re brigade d'infanterie à Königsberg. Promu lieutenant général le 27 janvier 1895, il devient le même jour commandant de la 1re division d'infanterie à Königsberg. Le 4 avril 1899, Stülpnagel devient général commandant du 5e corps d'armée à Posen. Le 27 janvier 1900, il est nommé général d'infanterie. En cette qualité, il reçoit le 12 septembre 1902 la Grand-croix de l'ordre de l'Aigle rouge, le 26 octobre 1904 la couronne de Grand-croix de l'ordre d'Albert avec étoile d'or et le 16 décembre 1905 la Grand-croix de l'ordre de la Maison ernestine de Saxe.
Avec l'attribution de l'ordre de l'Aigle noir, Stülpnagel est mis à disposition le 13 septembre 1906 à la suite du 1er régiment de grenadiers avec pension.

### Famille
Stulpnagel se marie le 25 janvier 1873 Marie Bronsart von Schellendorff (1854-1932), fille du général Paul Bronsart von Schellendorff. Le couple a plusieurs enfants, dont le fils aîné Ferdinand Wolf von Stülpnagel (1873–1938) et le général Joachim von Stülpnagel.